# Carposina engalactis
Carposina engalactis is een vlinder uit de familie van de Carposinidae. De wetenschappelijke naam van de soort is voor het eerst geldig gepubliceerd in 1932 door Meyrick.